# 制矩
制矩（越南语：／；生卒年不詳），一作第矩，占婆名律陀羅跋摩三世（Rudravarman III），是占婆第九王朝的最後一代國王，1061年至1074年在位。此人在《宋史》中以施里律茶槃麻常楊溥的名字登場。
制矩於1061年繼承占城的王位。在位期間，他一反兩位先王對北方大越國（李朝）的和平政策，整頓兵馬，準備北伐。在此期間，他曾三次遣使赴越朝貢。
1068年，制矩率兵北伐，侵略邊境。翌年，李聖宗遣太尉李常傑進行反擊，攻破占城首都毘闍耶城。制矩向南逃跑，在與真臘接壤一帶被越軍擒獲。李常傑對毘闍耶城大肆破壞之後，將眾多人、畜、戰利品擄往昇龍。又脅迫占婆割讓布政州、地哩州、麻令州三州（在今廣平省、廣治省一帶）給大越，方才將制矩釋放。
經過這場戰爭，占婆大亂。1074年，訶梨跋摩三世奪取毘闍耶，建立第十王朝，制矩出奔大越避難。李聖宗遣李常傑攻打占婆，希望讓制矩復位，但被占婆擊敗。